# Christian Hümmer
Christian Hümmer (* 1981 in Traunstein) ist ein deutscher Kommunalpolitiker (CSU). Seit dem 1. Mai 2020 ist er Oberbürgermeister der Großen Kreisstadt Traunstein.

## Leben
Hümmer kam in Traunstein zur Welt. Nach dem Abitur studierte er Rechtswissenschaften und wurde 2011 an der Universität Passau promoviert. Als Sozius einer Kanzlei in Traunstein war er als Fachanwalt für Verwaltungsrecht tätig.
Neben seiner beruflichen Tätigkeit war er von 2009 bis 2011 Vorsitzender der Jungen Union Oberbayern und wurde bei der Kommunalwahl 2014 in den Traunsteiner Stadtrat gewählt. Dort war er Fraktionsvorsitzender der CSU sowie Referent für Wirtschaft und Stadtplanung. Bei der Kommunalwahl 2020 wurde er im März 2020 zum Oberbürgermeister gewählt.